# Daniel Berrigan
Daniel Berrigan, S.J. (Virginia, 9 de maio de 1921 一 Bronx, 30 de abril de 2016) foi um poeta, ativista e padre católico. Daniel e seu irmão Philip realizaram protestos não-violentos contra a guerra do Vietnã e estiveram por algum tempo na lista dos dez fugitivos mais procurados pelo FBI.

## Obras
- Prayer for the Morning Headlines: On the Sanctity of Life and Death. Apprentice House, 2007. ISBN 1934074160
- Testimony: The Word Made Fresh. Orbis Books, 2004. ISBN 1570755450
- Job: And Death No Dominion. Sheed & Ward, 2001. ISBN 1580510744
- Uncommon Prayer: A Book of Psalms. Orbis Books, 1998. ISBN 1570751935
- Isaiah: Spirit of Courage, Gift of Tears. Augsburg Fortress Publishers, 1996. ISBN 0800629981